# 베르히만 아일랜드
베르히만 아일랜드(Bergman Island)는 2021년 개봉한 드라마 영화이다. 미아 한센뢰베가 감독과 각본을 맡았다. 제74회 칸 영화제(2021년) 황금종려상 경쟁후보작이다.
전설적인 영화 감독 잉마르 베리만이 살았던 섬으로 여름 휴가를 떠난 젊은 커플의 이야기다.

## 줄거리
영화 제작자인 부부 크리스와 토니는 잉마르 베르히만이 살고 작업했던 스웨덴의 외딴 섬 포뢰로 영화 상영회 참석을 위해 떠난다. 베르히만을 존경하는 토니는 섬에서 영감을 얻지만, 크리스는 그의 영화를 좋아함에도 불구하고 사생활, 특히 여성들을 대했던 방식과 아버지로서의 모습에 대한 불만 때문에 베르히만을 싫어한다.
토니 영화 상영 후, 크리스는 몰래 빠져나와 베르히만 무덤에서 영화 레지던시에 참여 중인 스웨덴 학생 함푸스를 만난다. 크리스는 토니를 혼자 놔두고 함푸스와 섬을 탐험하기로 한다. 다음 날 크리스는 토니가 섬에서 얼마나 생산적인 시간을 보냈는지 깨닫고, 자신의 작업에 어려움을 느끼며 대략적인 개요만 있다는 것을 드러낸다. 그녀는 토니에게 도움을 구하려 자신의 작품을 보여주려 하지만 토니의 일기장에서 여성에 대한 폭력적이고 도발적인 그림들을 발견한다.
크리스가 쓰는 시나리오 속 주인공인 20대 후반의 미국인 영화 제작자 에이미는 친구 결혼식 참석을 위해 포뢰로 간다. 그곳에서 옛 연인 조셉을 만나고, 둘은 십 대 때 사귀다 헤어진 후 성인이 되어 다시 만났지만 다시 헤어진 사이였다. 결혼식 전날과 결혼식 후, 둘은 함께 시간을 보내며 여전히 서로를 사랑하고 있음을 확인한다. 그러나 조셉이 여자친구에게 계속해서 불성실했다는 것을 알게 된 에이미는 절망한다. 다음날 아침 조셉은 하룻밤을 후회하지만 에이미는 후회하지 않는다. 짧은 시간 동안 관계를 이어가려 하지만 조셉은 계속해서 에이미를 피한다. 마지막 밤에 에이미의 방에 가겠다고 약속하지만 결국 오지 않고, 섬을 떠났다는 것을 알게 된다. 에이미는 빌린 집으로 돌아오고, 크리스는 시나리오가 막혀 있으며 에이미가 자살을 시도할 수도 있다는 암울한 아이디어를 제시한다. 크리스가 이야기를 하는 동안 토니는 여러 번 전화를 받거나 집중하지 못하고 결국 크리스에게 도움이 될 수 없다고 말한다.
토니는 딸 준을 데리러 섬을 떠나고, 크리스는 시나리오 작업을 위해 자신의 방으로 향한다. 크리스는 베르히만 사유지에서 함푸스를 만나 열쇠를 받아서 그곳에서 잠이 든다. 다음날, 베르히만 집에 대한 미련을 버리지 못한 배우 안데르스 다니엘센 리가 깨우고 크리스에게 실망감을 드러내며 함께 베르히만 서재를 둘러본다. 그날 저녁 미아 와시코브스카와 함께 저녁 식사를 한다. 안데르스와 크리스는 늦도록 루도 게임을 하고, 안데르스는 크리스에게 캐스팅해줘서 고맙다며 곧 있을 바쁜 일정을 위해 잠자리에 들 것을 권한다. 이후 토니가 준과 함께 돌아오고, 준은 베르히만 소유 풍차에서 크리스와 재회하며 영화는 끝을 맺는다.

## 출연
- 미아 바시코프스카 - 에이미 역
- 비키 크리프스 - 크리스 역
- 팀 로스 - 토니 역
- 아네르스 다니엘센 리 - 조지프 역
- 함푸스 노렌손 - 함푸스 역
- 안키 라르손 - 아세 역
- 케르스틴 브룬베르그 - 헤다 역
- 멜린다 킨나만 - 베리트 역
- 스티그 비에르크만 - 스티그 역
- 요엘 스피라 - 요나스 역
- 클라라 스트레우크 - 니콜레트 역
- 매슈 레스너 - 슈퍼 에이트 맨 역